# 차임가오와레바
〈벨소리가 끝나면〉(일본어: チャイムが終われば チャイムがおわれば[*])는 LinQ의 6번째이자, 메이저 1번째 싱글이다.

## 개요
본 작품은 LinQ 데뷔 2주년 기념일인 2013년 4월 17일에 발매된, LinQ의 메이저 데뷔 싱글이다. 본작에서는 초회한정반A~ D·통상반의 전체 5종의 형태로 발매되고 있다. 하지만, 이 5종 속에서 해당 악곡의 PV가 DVD에 수록되어있는 것은 초회한정반A 뿐이다. 초회한정반C는 자켓이 24P의 포토 부클렛 사양으로 되어있다.
〈벨소리가 끝나면〉은 이 발매 때문에 적은 신곡은 아니며, LinQ의 결성초기부터 존재하고 있던 곡이며, 팬으로부터나 멤버로부터나, 그 인기는 높다.

## 수록곡

### 초회한정반A
CD
1. 벨소리가 멈추면
  - NTV계 《뮤직 드래곤》 엔딩 테마
  - CBC TV 《과연 프레젠터! 꽃 피우는 타임즈》 오프닝 테마

(작사: H(eichi), 작곡: SHiNTA, 편곡: SPACEY, SHiNTA)
2. 전력Everyday!(일본어: 全力Everyday! (젠료쿠Everyday!)[*])
(작사: 아오야마 미오, 작곡: 와타나베 토루)
3. 벨소리가 끝나면 (instrument)
4. 전력 Everyday! (instrument)

DVD
1. 벨소리가 끝나면 (뮤직 비디오) (특전영상)

### 초회한정반B
CD
1. 벨소리가 끝나면
(작사: H(eichi), 작곡: SHiNTA, 편곡: SPACEY, SHiNTA)
2. Lie
(작사: 야스다 타카유키, 작곡: 야기 유이치)
3. 벨소리가 끝나면 (instrument)
4. Lie (instrument)

DVD
1. MUSIC ON! TV특방 [처음뵙겠습니다! “LinQ”를 알고 있다고?] -SPECIAL EDIT-

### 초회한정반C
CD
1. 벨소리가 끝나면
(작사: H(eichi), 작곡: SHiNTA, 편곡: SPACEY, SHiNTA)
2. 벨소리가 끝나면 (SHiNTA PLANET REMIX)
(작사: H(eichi), 작곡·편곡: SHiNTA）
3. 벨소리가 끝나면 (instrument)
4. 전력 Everyday (instrument)

### LinQ입문반/초회한정반D
CD
1. 벨소리가 끝나면
(작사: H(eichi), 작곡: SHiNTA, 편곡: SPACEY, SHiNTA)
2. 벨소리가 끝나면 (instrument)

### 통상반
CD
1. 벨소리가 끝나면
(작사: H(eichi), 작곡: SHiNTA, 편곡: SPACEY, SHiNTA)
2. 전력 Everyday!
(작사: 아오야마 미오, 작곡: 와타나베 토루)
3. Lie
(작사: 야스다 타카유키, 작곡: 야기 유이치)